# FC Inter Sibiu
FC Inter Sibiu war ein rumänischer Fußballverein aus Sibiu. Er spielte von 1988 bis 1996 in der höchsten rumänischen Fußballliga, der Divizia A.

## Geschichte
Inter Sibiu wurde 1982 gegründet. Der Verein spielte zunächst in der Divizia C und stieg 1986 in die Divizia B auf. Bereits 1988 gelang nach dem erneuten Aufstieg der Sprung in die höchste rumänische Fußballliga, die Divizia A. Nach einem 6. Platz in der Saison 1989/90 feierte Inter Sibiu in der darauffolgenden Saison 1990/91 die größten Erfolge der Vereinsgeschichte: Neben dem 4. Platz gewann die Mannschaft den Balkanpokal für Vereinsmannschaften im Finale gegen Buducnost Titograd.
An das erfolgreiche Jahr 1991 konnte Inter Sibiu nie mehr anknüpfen. Nach einigen Jahren im Mittelfeld der Divizia A stieg Inter Sibiu am Ende der Saison 1995/96 in die Divizia B ab. Im Jahre 2000 musste Inter Sibiu Konkurs anmelden. Wegen finanzieller Schwierigkeiten zog sich die Mannschaft am 7. November 2000 nach dem 14. Spieltag der Divizia B aus der Meisterschaft zurück, erhielt aber den Jugendmannschaftsbetrieb weiterhin aufrecht. Eine Übernahme des Vereins durch die Stadt Sibiu und die Umbenennung in "Sport Club Municipal Inter Sibiu" waren am 6. Oktober 2000 gescheitert, da alte Schuldenforderungen nicht aufgegeben wurden. Im Jahre 2003 fusionierte der Verein mit AMSO Sibiu zum FC Sibiu.

## Erfolge
- Balkanpokal für Vereinsmannschaften: 1991

## Bekannte Spieler
- Marius Baciu
- Florin Cotora
- Mihail Majearu
- Gheorghe Mihali
- Dorinel Munteanu
- Radu Niculescu

## Ehemalige Trainer
- Viorel Hizo (1990–1991, 1992–1993)
- Cornel Țălnar (1995–1996)